# Zanica
Zanica ist eine norditalienische Gemeinde (comune) mit 8668 Einwohnern (Stand 31. Dezember 2023) in der Provinz Bergamo in der Lombardei. Die Gemeinde liegt etwa 6 Kilometer südlich von der Provinzhauptstadt Bergamo und rund 45 Kilometer nordöstlich von Mailand. 

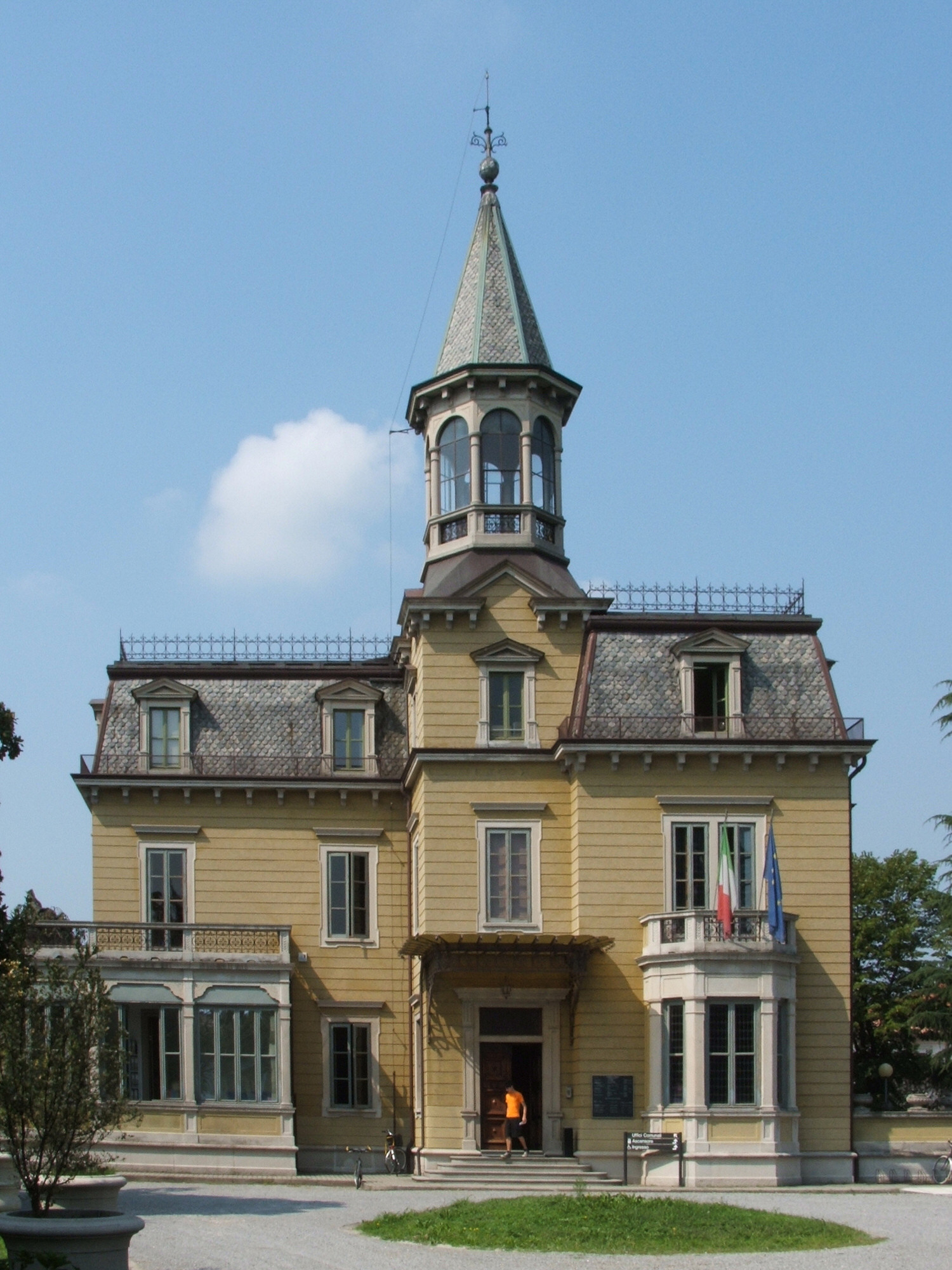
Rathaus von Zanica

Zanica liegt an der ehemaligen Staatsstraße 591 „Cremasca“, die von Bergamo in südlicher Richtung nach Crema westlich des Serio führt. 

## Persönlichkeiten
- Pasquale Arzuffi (1897–1965), Maler
- Giancarlo Cadè (* 1930), Fußballspieler und -trainer
- Giuseppe Cadè (1934–2007), Fußballspieler
- Felice Moretti (1791–1863), Mönch und Kirchenmusiker
- Alfredo Pesenti (* 1941), Fußballspieler
- Luigi L. Pasinetti (1930–2023), Ökonom